# 杰吉寺
杰吉寺，位于西藏自治区拉萨市尼木县塔荣镇林岗村，是一座藏传佛教格鲁派寺院。

## 简介
杰吉寺位于西藏自治区拉萨市尼木县塔荣镇林岗村。距离尼木县城主干公路大约1公里，距离318国道大约6公里。
1059年，仲敦巴创建该寺。后由吞巴·克增云丹嘉措扩建。1986年，经尼木县人民政府批准，该寺修复开放。该寺建筑占地面积3000平方米，寺内收藏文物20余件。
第司·桑结嘉措所著《黄琉璃》中载，宗喀巴在后藏弘扬格鲁派时，拜了许多名师，并多次赴位于前藏与后藏结合处的尼木县，吞弥的后代云丹嘉措受宗喀巴的影响而创立杰吉寺。该寺主供宗喀巴，主要景观为高6米的宗喀巴坐像。
清朝咸丰八年（1858年），西藏高层发生冲突，噶伦夏扎·旺曲杰布被摄政热振·阿旺益西楚臣坚赞囚禁于杰吉寺。同年末，夏扎·旺曲杰布逃离杰吉寺，最终成为“热振事件”的胜者，取代热振担任摄政。
1997年7月，普松乡乳巴寺7名僧人集体离开该寺，塔荣镇杰吉寺的僧人则在杰吉寺门口张贴藏独标语。
2007年7月，北京市第五批援藏工作组到尼木县之后，中共尼木县委书记刘颖随即亲自带队赴尼木县4座重点寺庙开展专题调研，创立了“3+1”经常性教育的工作模式（即村委会、寺庙民主管理委员会、家长三方与僧尼本人 “3+1”）。从1996年开展寺庙爱国主义教育起，尼木县便尝试将寺庙视为一个社会单位，即当作自然村看待，将僧尼作为村民看待。在此基础上，2007年，中共尼木县委、尼木县人民政府全面启动村级组织负责并参与寺庙管理工作，由村委会主任兼任寺庙民主管理委员会主任，建立定点联系与帮扶机制，重视寺庙民主管理委员会班子建设，发动村民联防维护寺庙治安。到2011年，尼木县22座寺庙、拉康、日追的民主管理委员会主任或民主管理小组长均由村党支部副书记（即村委会主任）兼任，兼任率100%。2007年起，尼木县将寺庙纳入社会公共服务与管理范围，帮寺庙解决困难及问题，开展合作医疗、安居工程、人畜饮水工程、电力农网改造、修桥铺路、能源沼气、通讯工具、广播电视覆盖、寺庙绿化、文物保护等等。到2011年，尼木县寺庙全部通电，通公路的19座，通水的17座，通沼气的10座，寺庙广播电视覆盖率100%。在2008年拉萨3.14事件中，尼木县无一寺庙、无一僧尼参与事件。2008年，尼木县获“自治区级平安县”称号。2009年，尼木县被评为“全国综合治理先进集体”。
2012年，该寺的23名僧人被评为西藏自治区爱国守法先进僧尼。